# Теучеж Нух Цугович
Нух Цугович Теучеж (1904, аул Габукай Кубанської області, тепер Теучезького району, Адигея, Російська Федерація — 1963, тепер Російська Федерація) — радянський діяч, голова Адигейського облвиконкому. Депутат Верховної ради СРСР 3-го скликання.

## Життєпис
Народився в родині адигського національного поета, ашуга Цуга Теучежа. Закінчив Краснодарську школу радянського та партійного будівництва.
У лютому 1933 — грудні 1934 року — заступник завідувача відділу культури Адигейського обласного комітету ВКП(б).
Член ВКП(б) з 1934 року.
У грудні 1934 — січні 1940 року — директор Адигейської обласної школи радянського та партійного будівництва.
Навчався в Комуністичному університеті імені Свердлова, в 1938 році закінчив історичний факультет Інституту Червоної професури.
У лютому 1940 — 20 лютого 1945 року — секретар Адигейського обласного комітету ВКП(б) з пропаганди та агітації.
З жовтня 1942 по січень 1943 року — член Адигейського підпільного обласного партійного центру.
20 лютого 1945 — січень 1947 року — 2-й секретар Адигейського обласного комітету ВКП(б).
У січні 1947 — квітні 1949 року — секретар Адигейського обласного комітету ВКП(б) з пропаганди та агітації.
У квітні 1949 — вересні 1952 року — голова виконавчого комітету Адигейської обласної ради депутатів трудящих.
У листопаді 1954 — жовтні 1958 року — директор Майкопського педагогічного училища імені Х. Андрухаєва Адигейської автономної області.
З жовтня 1958 року — редактор політичної літератури Адигейського книжкового видавництва.
Помер у 1963 році.

## Нагороди
- орден Вітчизняної війни І ст.
- орден «Знак Пошани»
- медаль «За оборону Кавказу»
- медаль «За перемогу над Німеччиною у Великій Вітчизняній війні 1941—1945 рр.»
- медаль «За доблесну працю у Великій Вітчизняній війні 1941—1945 рр.»
- медаль «За трудову доблесть»
- медалі